# Flores (Pernambouc)
Cet article possède des homonymes et des paronymes, voir Flores.
Flores est une municipalité brésilienne située dans l'État du Pernambouc.